# Арнольфо ди Камбио
Арно́льфо ди Ка́мбио, также известный как Арнольфо ди Лапо (итал. Arnolfo di Cambio, Arnolfo di Lapo; ок. 1245, Колле-ди-Валь-д’Эльса, Тоскана — 8 марта между 1302 и 1310, Флоренция) — скульптор, архитектор и градостроитель итальянского проторенессанса. Работал в Риме и Флоренции.

## Биография
Арнольфо родился в Колле-ди-Валь-д'Эльса в провинции Сиенa, Тоскана. Сохранилось очень мало достоверной информации о семье и происхождении Арнольфо. Известно, что он был сыном мессера Камбио, нотариуса в Колле-ди-Валь-д’Эльза, и синьоры Перфетты.
Арнольфо ди Камбио обучался в мастерской Никколо Пизано при работе над мраморной кафедрой собора в Сиене (1265—1268) и над ковчегом Сан-Доменико (Arca di san Domenico) — надгробным памятником Доменико ди Гусмана в церкви Сан-Доменико в Болонье (1264—1267). В 1266—1267 годах Арнольфо, покинув мастерскую Пизано, последовал за королём Карлом I Анжуйским, находился в Риме, где обрёл профессиональную независимость.
На Капитолии сохранилась статуя короля его работы (1277, хранится в Палаццо деи Консерватори в Риме). Около 1282 года он закончил памятник кардинала де Брай (de Braye) в церкви Сан-Доменико в Орвието. Изваяние Мадонны на гробнице кардинала ди Камбио создал из переделанной статуи римской богини изобилия — Абунданции. Возможно, что и один из вариантов проекта перестройки собора в Орвието принадлежит ди Камбио.
В Риме Арнольфо ди Камбио познакомился с мозаиками работы семьи Космати — «косматеско», типичными для церквей этого города. В дальнейшем он станет использовать подобные инкрустации из цветного мрамора и позолоченного стекла в кивориях (алтарных шатрах) базилик Сан-Марко, Сан-Паоло-фуори-ле-Мура и Санта-Чечилия-ин-Трастевере (1293). Самым старым является киворий в базилике Сан-Паоло-фуори-ле-мура, построенный в 1285 году из мрамора и порфира. Он оказался одним из немногих произведений, счастливо уцелевших во время катастрофического пожара в 1823 году.
Надгробный памятник племяннику кардинала Аннибальди Риккардо Аннибальди, хранящийся в базилике Сан-Джованни-ин-Латерано в Риме, датируется примерно 1289 годом. В этот период скульптор работал в Риме и по другим папским заказам: памятник папе Бонифацию VIII (1300) и, возможно, бронзовая скульптура Святого Петра в Соборе Святого Петра в Ватикане (1300), которая по мнению многих исследователей является, всё же, более ранним произведением неизвестного мастера.
В 1291 году Арнольфо создал восемь статуэток, изображающих персонажей сцены Рождества и пришедших поклониться Христу волхвов; сохранившиеся скульптуры первого в истории «презепио» (итал. presepio — ясли) — рождественского вертепа, первоначально выставленные в Капелле Рождества в правом проходе базилики Санта-Мария-Маджоре, ныне находятся в крипте Сикстинской капеллы в Ватикане.
В 1294—1295 годах Арнольфо ди Камбио работал во Флоренции, в основном в качестве архитектора и градостроителя. Согласно биографии, составленной Джорджо Вазари, Арнольфо отвечал за строительство городского собора Санта-Мария-дель-Фьоре, для которого он также выполнил статуи, украшавшие нижнюю часть фасада. Строительство фасада датируется 1296 годом. Фасад Арнольфо был снесён в 1587—1588 годах и никогда не восстанавливался (в 1887 году он был оформлен в стиле флорентийской неоготики). Уцелевшие скульптуры в настоящее время находятся в Музее произведений искусства собора. Арнольфо ди Камбио приписывается начало постройки Палаццо Веккьо. Кроме того он, возможно, проектировал церковь Санта-Кроче во Флоренции. Между 1310 и 1330 годами Арнольфо перестраивал старую романскую церковь Бадиа Фьорентина в готическом стиле.
Одна из оригинальных работ мастера — созданный совместно с Никколо и Джованни Пизано Фонтан Маджоре на площади в Перудже (1275—1278). Фонтан украшали статуи и рельефы. Фонтан пострадал от землетрясения в 1348 году. Оригинальные фигуры сохранились во фрагментах.
Вазари также приписывал Арнольфо ди Камбио разработку проектов так называемых «новых земель» (terrae novae) и основание новых городов флорентийцами в районе Верхнего Вальдарно; ныне это города Террануова-Браччолини, Сан-Джованни-Вальдарно и Кастельфранко-ди-Сопра.

## Галерея

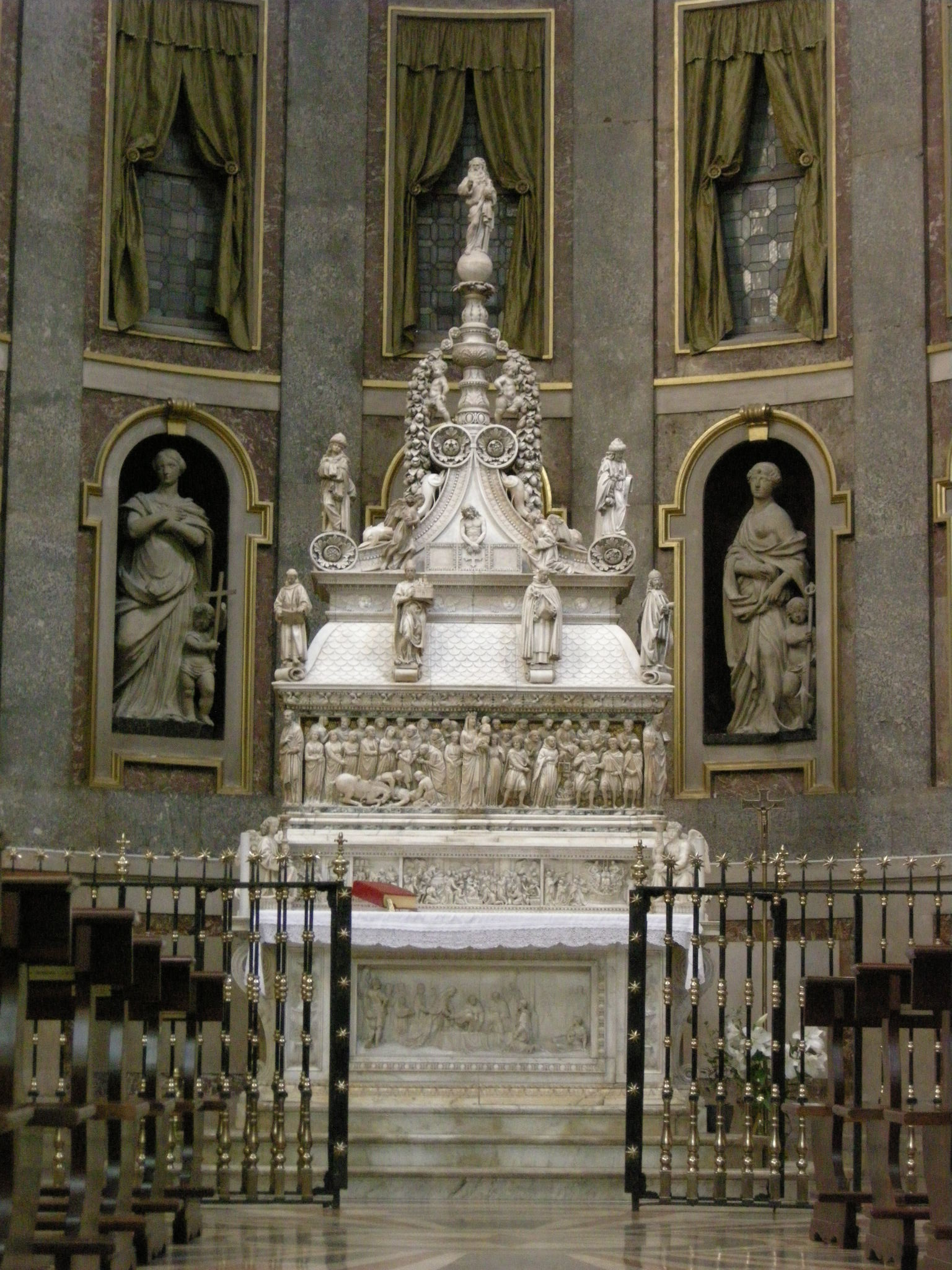
Надгробный памятник Доменико ди Гусмана (Arca di san Domenico) в церкви Сан-Доменико в Болонье. 1264—1267
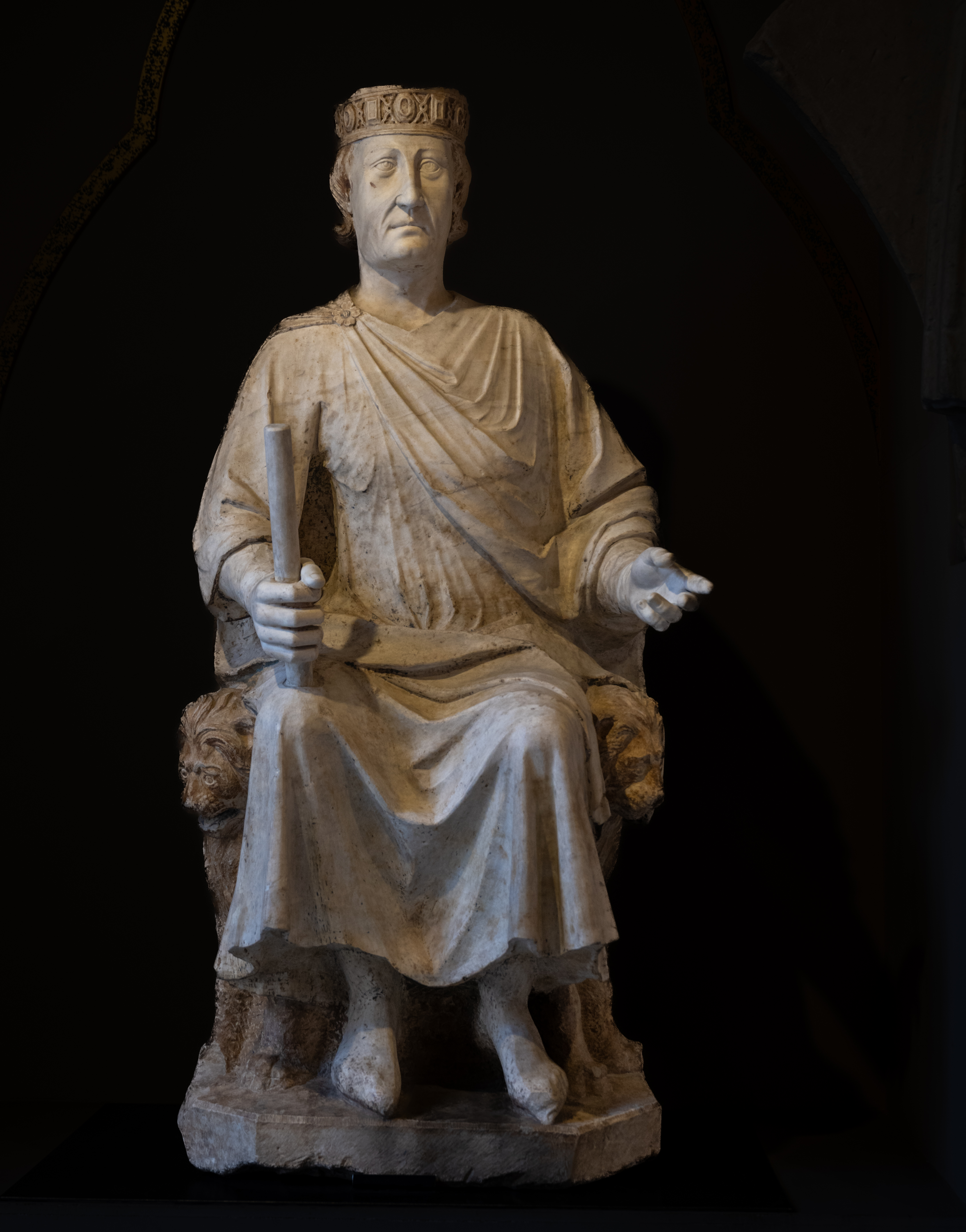
Король Карл I Анжуйский. 1277. Мрамор. Капитолийские музеи (Палаццо деи Консерватори), Рим
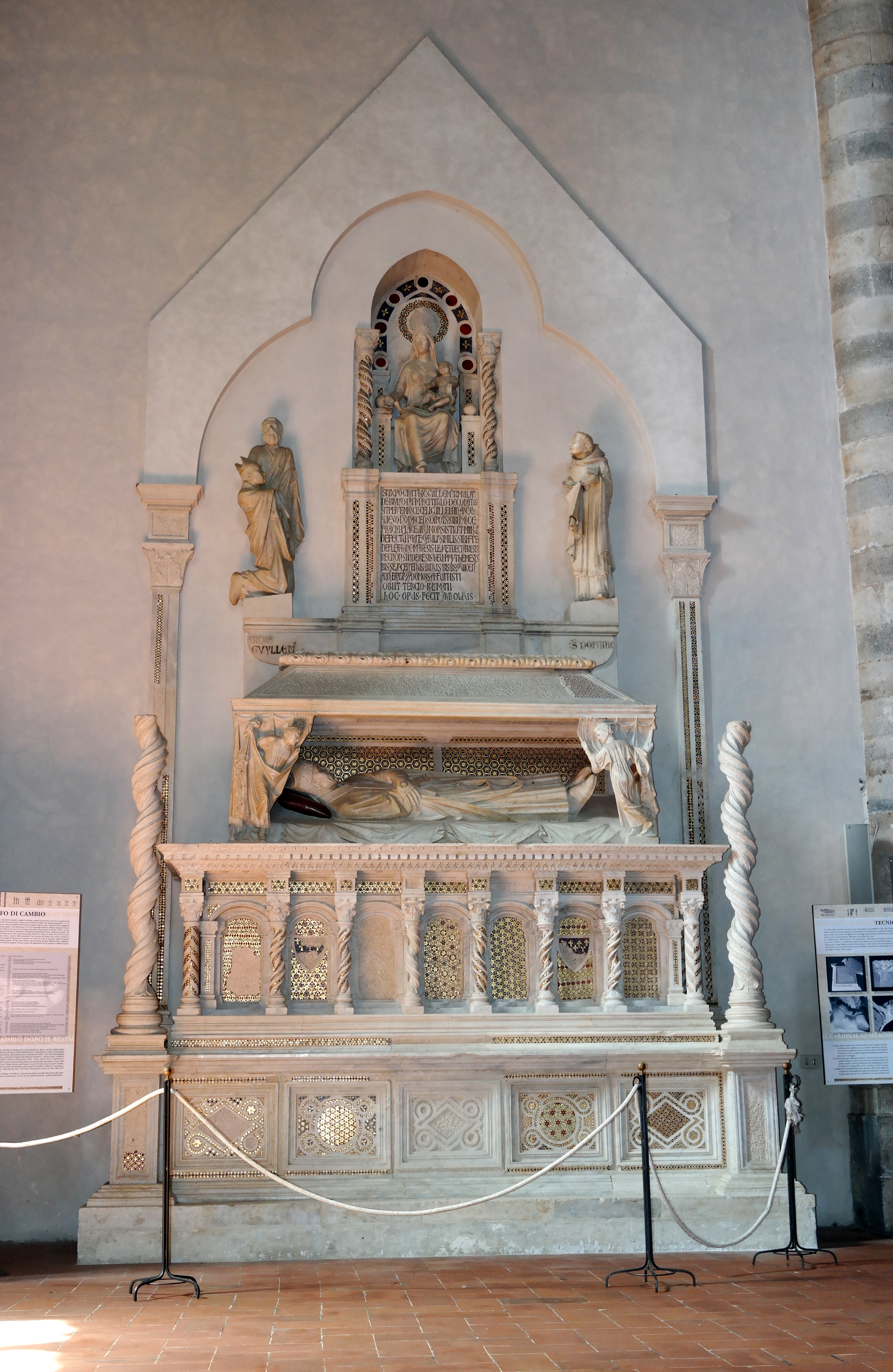
Монумент кардинала де Брай. 1282. Церковь Сан-Доменико, Орвието
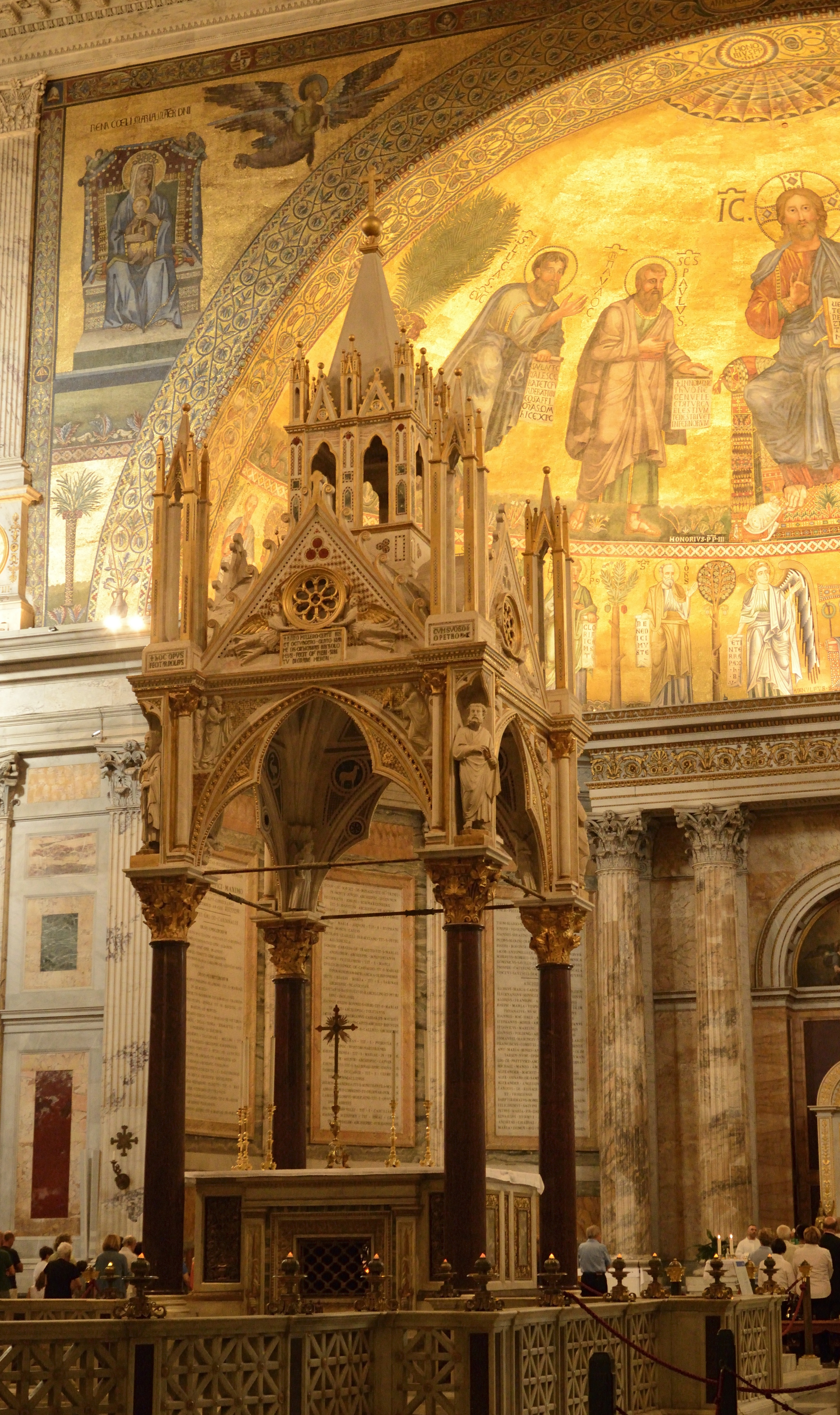
Киворий базилики Сан-Паоло-фуори-ле-мура. 1285
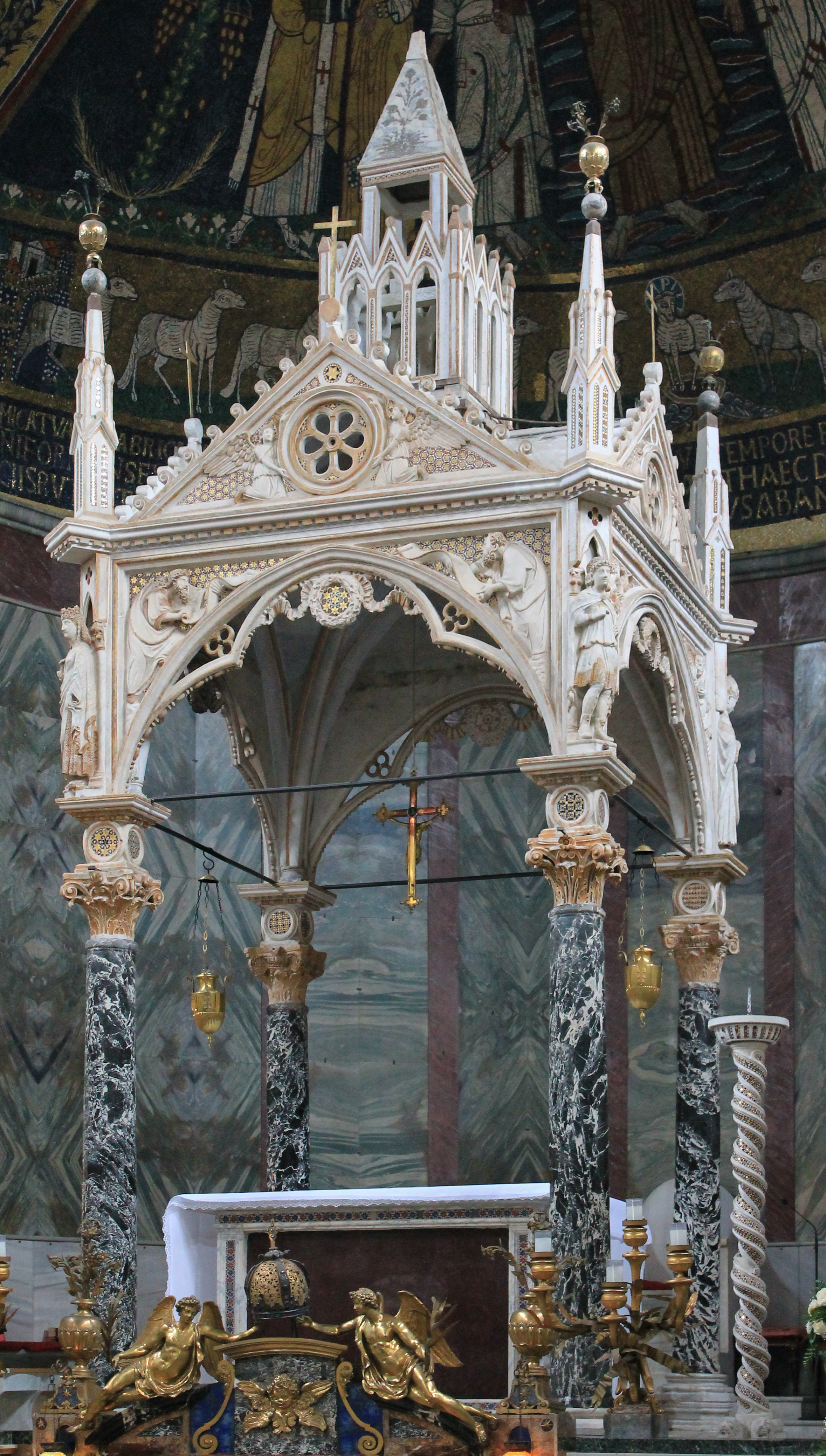
Киворий базилики Санта-Чечилия-ин-Трастевере. 1300-е гг.
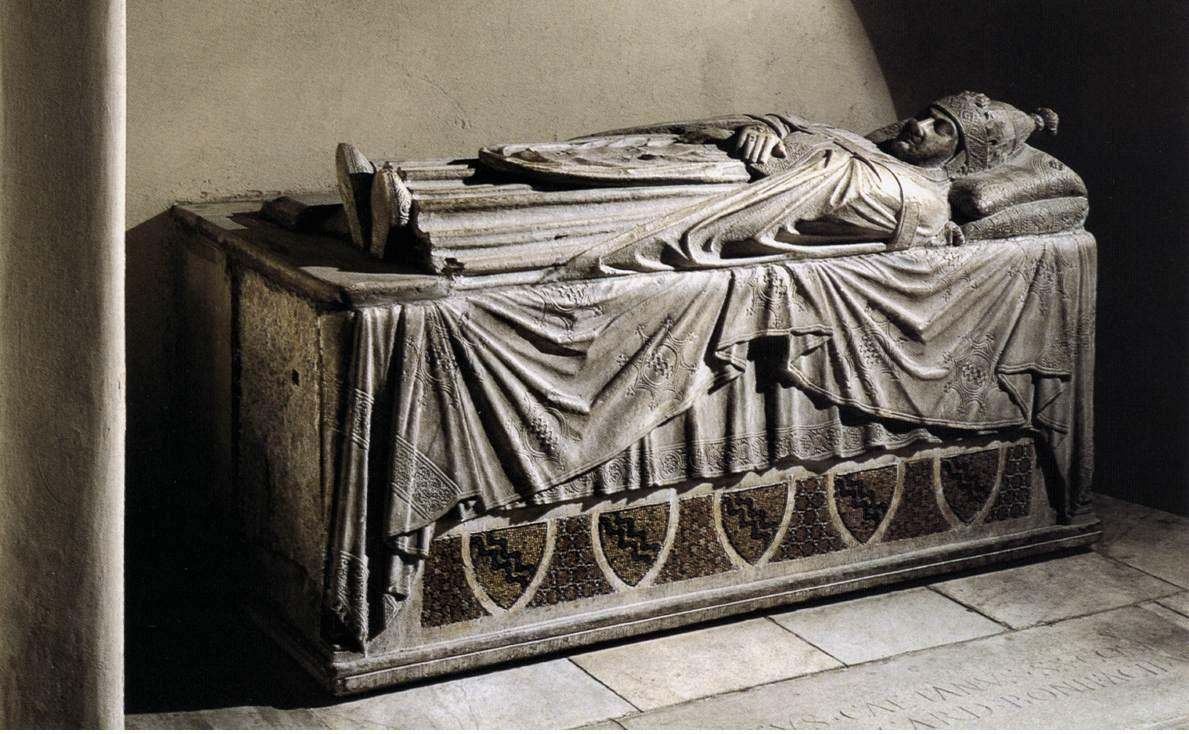
Гробница папы Бонифация. VIII. Крипта Собора Святого Петра в Ватикане
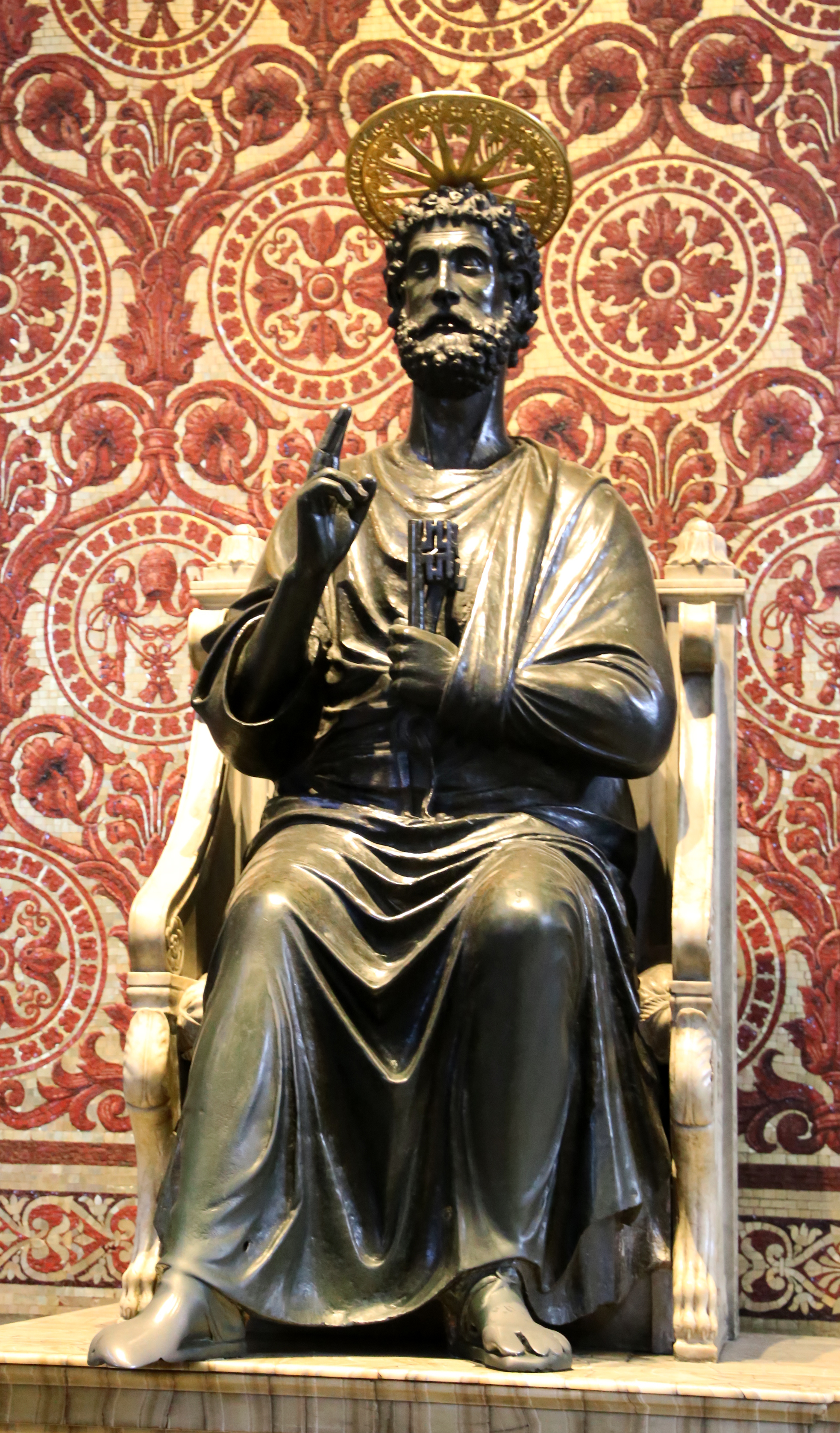
Статуя Святого Петра в Соборе Святого Петра в Ватикане. Приписывается Арнольфо ди Камбио
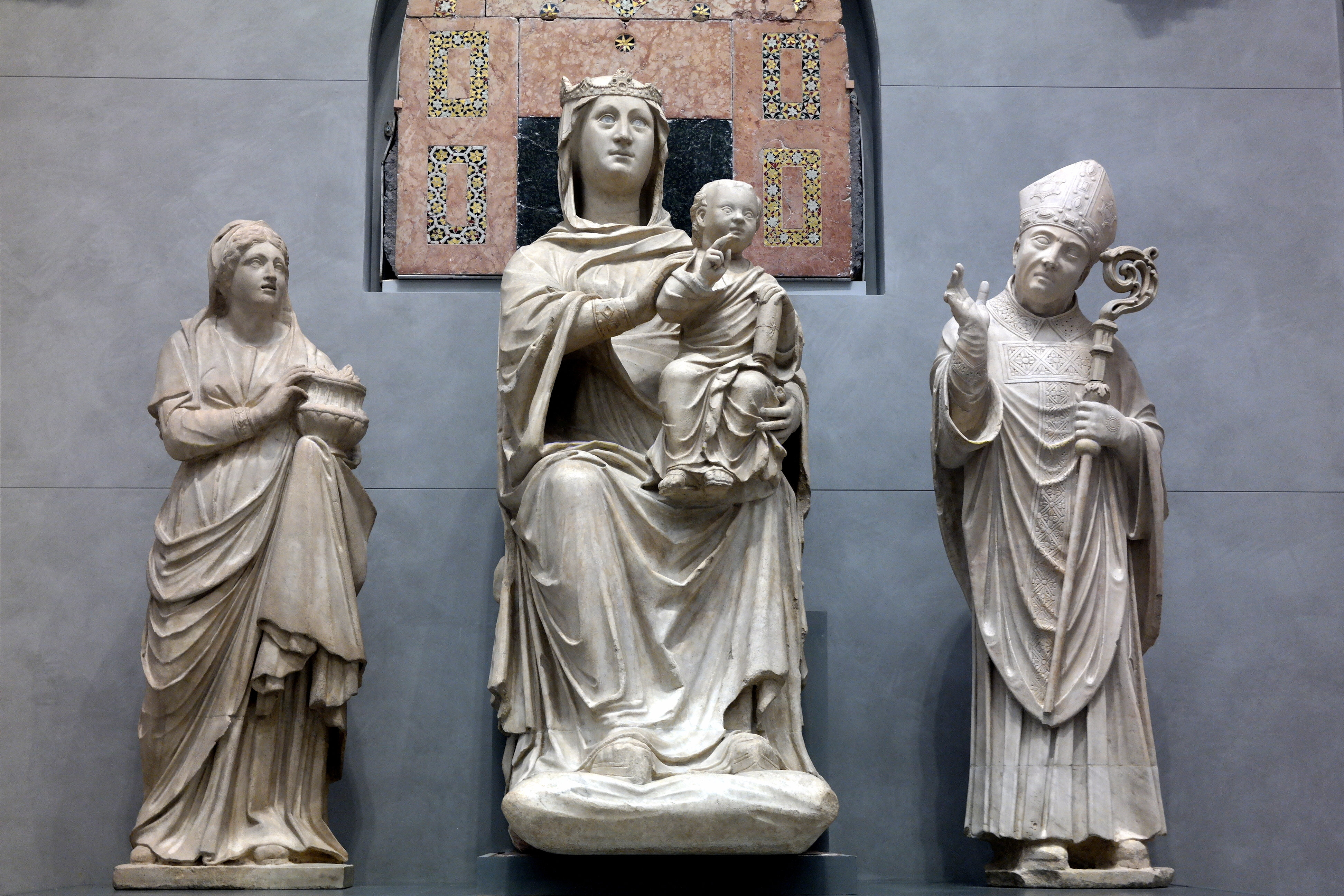
Мадонна со стеклянными глазами. Скульптурная группа люнета центрального портала фасада собора Санта-Мария-дель-Фьоре. Музей произведений искусства собора, Флоренция
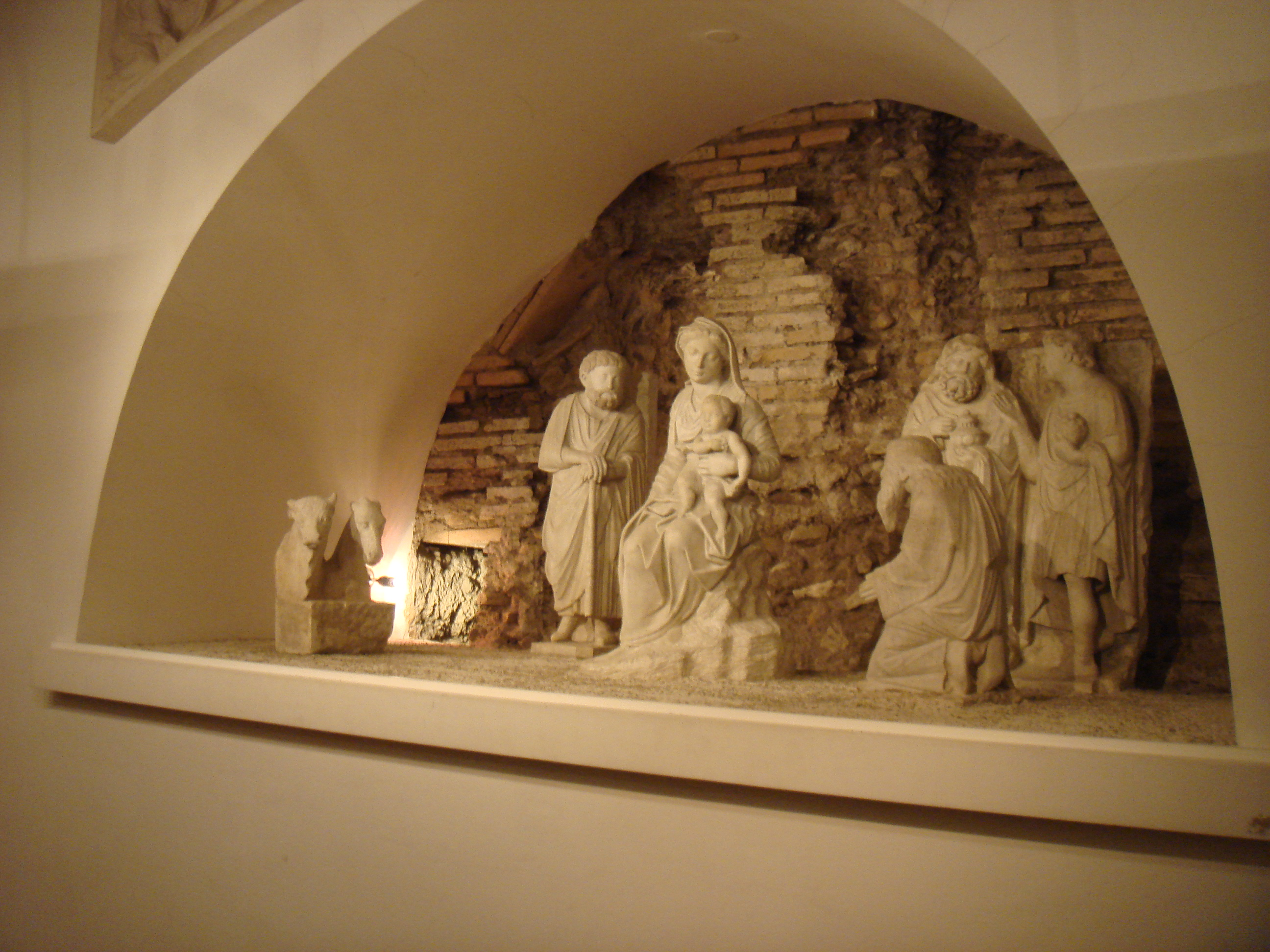
Презепио (вертеп) базилики Санта-Мария-Маджоре, Рим
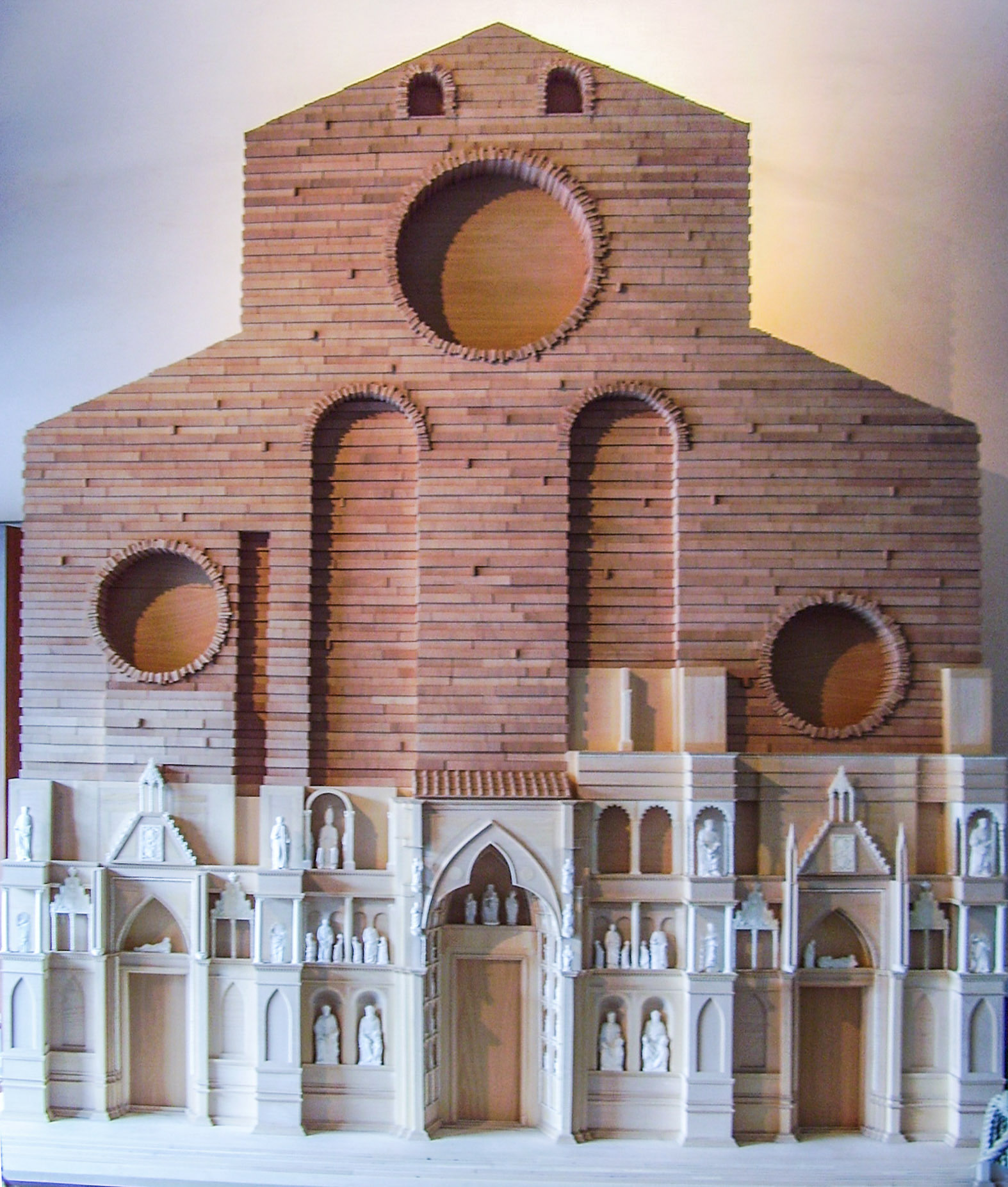
Реконструкция фасада собора Санта-Мария-дель-Фьоре во Флоренции по проекту Арнольфо ди Камбио. 1296. Музей произведений искусства собора, Флоренция
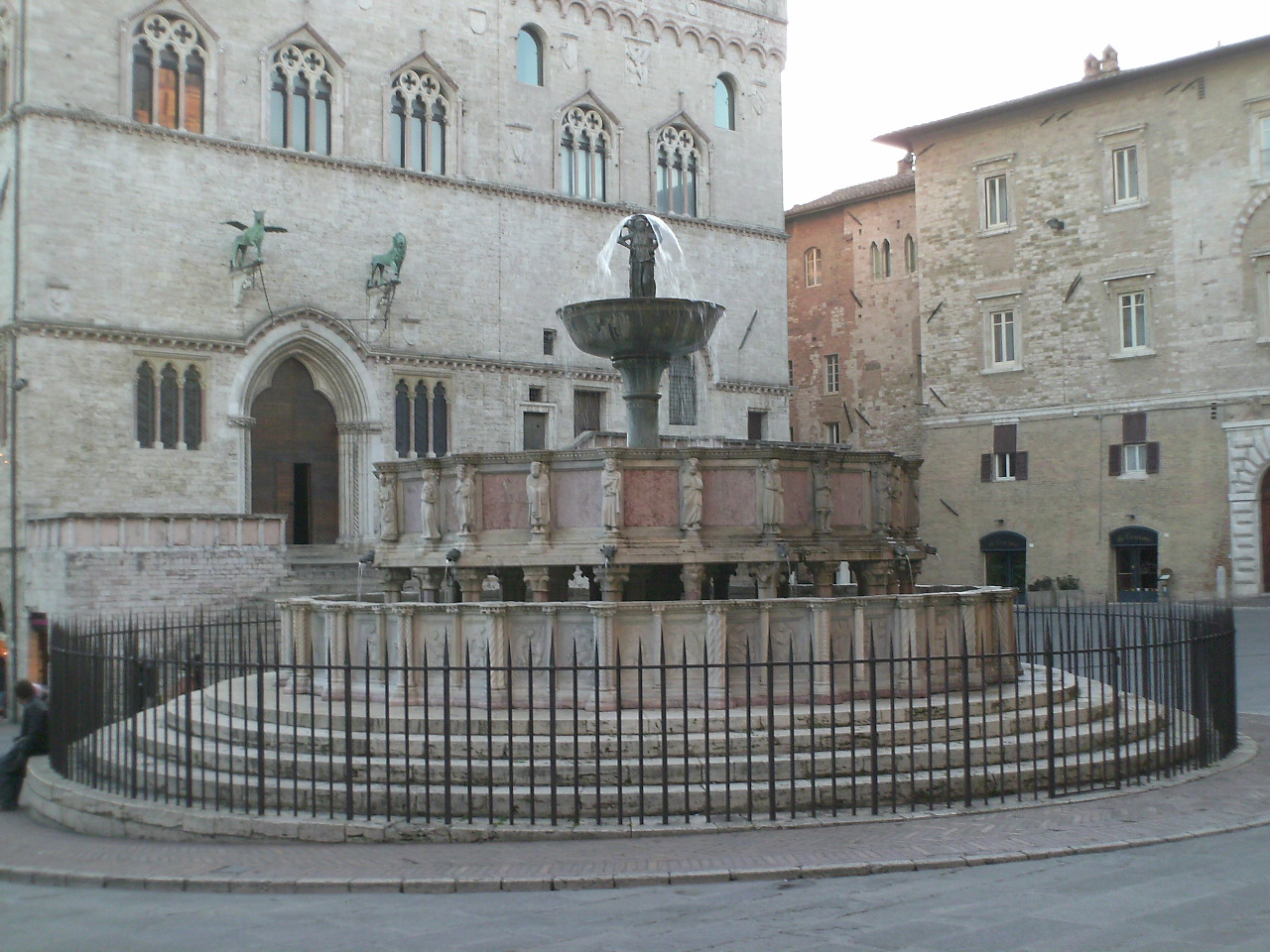
Фонтан Маджоре. Перуджа